# Pánev (anatomie)
Pánev (latinsky: pelvis) je kostnatý útvar, který se skládá ze dvou pánevních kostí (os coxae) a kosti křížové (os sacrum), na kterou navazuje kostrč (os coccygis). Kosti pánevní jsou vepředu navzájem spojené symfýzou a vzadu jsou s kostí křížovou spojené kloubně (articulatio sacroiliaca). Tři kosti pánve tak tvoří pevnou, ale pružnou obruč, jež pruží při chůzi jak v přední symfýze, tak v zadních sakroiliakálních skloubeních.
Kost pánevní vzniká srůstem tří kostí – kosti kyčelní (os ilium), sedací (os ischii) a stydké (os pubis).
Pánev slouží hlavně jako chráněný prostor, kde je uložena řada důležitých orgánů močového, zažívacího a pohlavního systému. V závislosti na pohlaví mají pánve své charakteristické rysy. Mužská pánev je strmější, užší a vyšší, kdežto ženská je širší, nižší a plošší, což je dáno potřebou prostoru během těhotenství.

## Topografie
V pánevní dutině se rozlišují dva prostory, které se často označují jako:
- Malá pánev (pelvis minor) – v okolí se nachází křížová kost, stydké a sedací kosti. V závislosti na pohlaví jedince se liší vchod do malé pánve, který je v případě mužů ve tvaru srdce a u žen oválný. V oblasti malé pánve se nachází část pohlavních a vylučovacích orgánů.[1]
- Velká pánev (pelvis major) – je oblast, která je ohraničená lopatami kyčelních kostí a oproti malé pánvi je značně větší. Při předním a zadním pohledu je oblast velké pánve otevřena a je uzavřena tedy pouze po stranách.

Tyto dvě oblasti jsou vzájemně odděleny útvarem, který se nazývá linea terminalis.

## Pohlavní rozdíly na pánvi
- promontorium vyčnívá u ženy méně, takže vchod do malé pánve je příčně oválný; u muže vzhledem k vyčnívajícímu promontoriu pak srdčitý,
- symphysis pubica je na ženské pánvi nižší (4,5 cm) než na mužské pánvi (5 cm),
- dolní ramena stydkých kostí se u ženy sbíhají v tupém úhlu a vytváří tak arcus pubicus, u muže se sbíhají v úhlu ostřejším, čímž vzniká angulus pubicus,
- vzdálenost ze středu fossa acetabuli k hornímu okraji facies symphysialis a k dolnímu okraji tuber ischiadicum jsou u muže zhruba stejné, naproti tomu u ženy je vzdálenost k tuber ischiadicum podstatně menší než k facies symphysialis,
- incisura ischiadica major je na ženské pánvi tvořena pravidelným obloukem, širším a mělce vykrojeným, na mužské pánvi je horní okraj zářezu zřetelně hlubší,
- kostrč je u ženy kratší, pohyblivější a umožňuje tak při porodu odklonění dozadu.